# ICCup
iCCup: International Cyber Cup (укр. Міжнародний Кіберспорт) — це ігрова платформа, що використовується для гри в комп'ютерні ігри Warcraft III: The Frozen Throne, StarCraft та її користувацьку карту DotA.

## Можливості
Ігрова платформа популярна завдяки вбудованій системі хост ботів, яка дає можливість будь-якому користувачу створювати свої ігри на хості платформи, та завдяки системі статистики, яка зараховує кожну переможну або програну гру.
Доступ до ігрової платформи можливий тільки через iCCup Launcher — спеціальну програму, яка блокує можливі чит-коди та зломи, для забезпечення чесної гри.
Ігрове лобі набирається за декілька секунд.
На ігровій платформі присутнє розділення гравців на декілька груп, залежно від PTS (очок/score) гравця. Ця система дозволяє новачкам грати з новачками, а професіоналам — з професіоналами. Присутня система Follow to Friend, яка дозволяє заходити в ігрове лобі друга, коли він створює гру.
На сервері можна також грати в інші користувацькі карти Warcraft III: The Frozen Throne, але вони не користуються великою популярністю.
На вебсайті iccup.com присутня онлайн статистика гравців, строк дня та кращий строк перемог, форум. На ігровій платформі регулярно проводяться конкурси та турніри. Залежно від країни гравець може вибрати собі хост бота для гри, до якого у нього найменший час затримки.

## Гравці
На ігровій платформі грають на користувацькій мапі DotA. Середня кількість гравців онлайн становить від 8000 до 10000 осіб.

## Розробники
- Директор проєкту — YelloAnt.
- Розробники вебсайту — leesang html / js / design; Niki_toss, ceofox php developer; iCCup Launcher — Fukkei, impomezia, slash; StarCraft і DotA сервер — x64.

## Історія
Розробка платформи розпочалась у 2007 році. Спершу платформа була націлена тільки на гру StarCraft, але у 2009 році був запущений перший "сезон" по користувацькій карті DotA, разом з цим з'явилася підтримка гри Warcraft III: The Frozen Throne.
Ігрова платформа підтримується завдяки The Abyss ще з початку її заснування.